# Old Me
Old Me è un singolo del gruppo musicale australiano 5 Seconds of Summer, pubblicato il 21 febbraio 2020 come quarto estratto dal quarto album in studio Calm.

## Tracce
1. Old Me – 3:06